# Новые Шарашли
Новые Шарашли (баш. Яңы Шәрәшле) — деревня в Бакалинском районе Республики Башкортостан Российской Федерации. Входит в состав Старошарашлинского сельсовета.

## География

### Географическое положение
Расстояние до:
- районного центра (Бакалы): 10 км,
- центра сельсовета (Старые Шарашли): 3 км,
- ближайшей ж/д станции (Туймазы): 85 км.

## История
Название происходит от яңы ‘новый’ и назв. речки Шәрәшле . 

С 2005 современный статус.
 
Статус деревня, сельского населённого пункта, посёлок получил согласно Закону Республики Башкортостан от 20 июля 2005 года N 211-з «О внесении изменений в административно-территориальное устройство Республики Башкортостан в связи с образованием, объединением, упразднением и изменением статуса населенных пунктов, переносом административных центров», ст.1:

6. Изменить статус следующих населенных пунктов, установив тип поселения - деревня:

7) в Бакалинском районе:…

р) поселка Новые Шарашли Старошарашлинского сельсовета

## Население
| 2002 | 2009 | 2010 |
| ---- | ---- | ---- |
| 48   | ↘41  | ↘36  |

Национальный состав
Согласно переписи 2002 года, преобладающая национальность — русские (94 %).